# Тьонвиль-Уэст
Тьонвиль-Уэст или дословно Тьонвиль-запад (фр. Thionville-Ouest) — упразднённый округ (фр. Arrondissement) во Франции, один из округов в регионе Лотарингия (регион). Департамент округа — Мозель. Супрефектура — Тьонвиль. В 2015 году округ был объединён с округом Тьонвиль-Эст (или дословно Тьонвиль-восток) в округ Тьонвиль.
Население округа на 2006 год составляло 118 139 человек. Плотность населения составляет 463 чел./км². Площадь округа составляет всего 255 км².

## Кантоны
До своего упразднения включал в себя кантоны:
- Альгранж (центральное бюро — Альгранж) (создан в 1982 году)
- Фамек (центральное бюро — Фамек) (создан в 1982 году)
- Флоранж (центральное бюро — Флоранж)
- Фонтуа (центральное бюро — Фонтуа)
- Эанж (центральное бюро — Эанж)
- Муаёвр-Гранд (центральное бюро — Муаёвр-Гранд)